# Aritzo
Aritzo (sardinski: Arìtzo) je grad i općina (comune) u pokrajini Nuoru u regiji Sardiniji, Italija. Nalazi se na nadmorskoj visini od 796 metara i ima 1 303 stanovnika.
 Prostire se na 75,58 km2. Gustoća naseljenosti je 17 st/km2.
Susjedne općine su: Arzana, Belvì, Desulo, Gadoni, Laconi, Meana Sardo i Seulo.